# ASALA
A Titkos Örmény Hadsereg Örményország Felszabadítására (ASALA) (örményül: Հայաստանի Ազատագրութեան Հայ Գաղտնի Բանակ, ՀԱՀԳԲ, Hayasdani Azadakrut'ean Hay Kaghtni Panag, HAHKP) marxista-leninista katonai szervezet volt 1975-től egészen a korai 1990-es évekig. Sok helyen terrorszervezetként volt nyilvántartva (az Egyesült Államokban az 1980-as években). Az ASALA támadásai során 46 embert ölt, és 299-et sebesített meg.

## Fordítás
Ez a szócikk részben vagy egészben  az   Armenian Secret Army for the Liberation of Armenia című angol Wikipédia-szócikk ezen változatának fordításán alapul.  Az eredeti cikk szerkesztőit annak laptörténete sorolja fel. Ez a jelzés csupán a megfogalmazás eredetét és a szerzői jogokat jelzi, nem szolgál a cikkben szereplő információk forrásmegjelöléseként.